# Comté de Charlevoix-Est
Pour les articles homonymes, voir Charlevoix (homonymie).
Le comté de Charlevoix-Est était un comté municipal du Québec qui a été créé le 1er octobre 1858, par la partition du comté de Charlevoix en deux municipalités de comté distinctes, le comté de Charlevoix-Est et le comté de Charlevoix-Ouest,. Son appellation d'origine était la première division du comté de Charlevoix. Le territoire qu'il couvrait fait aujourd'hui partie de la région de la Capitale-Nationale et correspond à la MRC de Charlevoix-Est. Il a cessé d'exister le 1er janvier 1982, lors de la création de la MRC qui lui a succédé. Son chef-lieu était La Malbaie.

## Municipalités situées dans le comté
- La Malbaie
- Notre-Dame-des-Monts
- Saint-Aimé-des-Lacs
- Sainte-Agnès (maintenant fusionnée à La Malbaie)
- Saint-Fidèle (maintenant fusionnée à La Malbaie)
- Saint-Irénée
- Saint-Siméon